# Jack Edmonds
Jack Edmonds (n. 5 aprilie 1934) este un matematician canadian, considerat a fi unul din cein mai importanți specialiști în optimizare combinatorie. În 1985 i-a fost decernat Premiul John von Neumann. Este coautor al algoritmului Edmonds Karp.
1. ↑  Genealogia matematicienilor